# Bandera de Ramales de la Victoria
La bandera de Ramales de la Victoria es uno de los símbolos del ayuntamiento de Ramales de la Victoria (Cantabria), junto a su escudo. Dicha bandera es de paño rectangular, de proporciones 2:3, dividida horizontalmente en tres franjas de igual anchura, de colores rojo la superior, blanco la intermedia y amarillo la inferior. Estas proporciones se conservarán sea cual fuere el tamaño de la misma.
La bandera fue adoptada en sesión plenaria ordinaria celebrada por el ayuntamiento el día 29 de marzo de 1999 y ratificada en sesión plenaria extraordinaria de 30 de diciembre de 2005, siendo autorizada por el Consejo de Gobierno de Cantabria el día 25 de enero de 2007, previo informe favorable emitido por la Real Academia de la Historia con fecha 27 de diciembre de 2006.